# Венерини, Роза
Святая Роза Венерини (итал. Rosa Venerini, 9 февраля 1656, Витербо, Лацио — 7 мая 1728, Рим) — итальянская монахиня, первой занялась образованием девочек и женщин в Италии, основала религиозный институт «Благочестивых наставниц Венерини» (итал. Maestre Pie Venerini), более известный как «Сёстры Венерини».

## Жизнь

### Ранняя жизнь
Родилась в 1656 году в Витербо, тогда входившем в состав Папской области. Её отец — Гоффредо — был родом из Кастеллеоне-ди-Суазы и занимался медицинской практикой в главной больнице города. В браке с Марцией Дзампикетти у него родилось четверо детей: Доменико, Мария Маддалена, Роза и Орацио.
В детстве Роза думала стать монахиней, однако в 20-летнем возрасте приняла предложение руки и сердца. Её жених вскоре умер и по совету отца Венерини поступила в доминиканский монастырь Святой Екатерины, где её тётка была насельницей. Всего через несколько месяцев её отец внезапно скончался и Венерини пришлось вернуться домой, чтобы заботиться о матери. Вскоре умер её старший брат Доменико, а несколько месяцев спустя за ним последовала и измученная горем мать. Тем временем Мария Маддалена вышла замуж, и дома остались лишь 24-летние Роза и Орацио. Венерини стала приглашать домой местных женщин для чтения розария.

### Открытие школ
Венерини решила следовать учению Игнатия де Лойолы под духовным руководством иезуитов. По совету отца Игнатия Мартинелли она решила посвятить себя образованию и христианскому воспитанию молодых девушек. 30 августа 1685 года, с одобрения кардинала Урбано Саккетти, епископа Витербо, и при поддержке двух подруг, Роза покинула отчий дом и открыла первую в Италии государственную школу для девочек. Поначалу трём наставницам пришлось столкнуться с сопротивлением духовенства, считавшего непозволительным женщинам преподавать катехизис. Конформисты были возмущены тем, что женщина её класса занимается  воспитанием невежественных девочек. Венерини продолжала работу и пасторам пришлось признать нравственное улучшение среди девочек и их матерей.
Слава об инициативе образования для девочек вышла за пределы епархии. Кардинал Маркантонио Барбариго, епископ Монтефьясконе, пригласил Венерини посетить его епархию, чтобы наладить школьную систему образования и помочь в обучении учителей. С 1692 по 1694 год она открыла десять школ в Монтефьясконе и деревнях на озере Больсена. Перед возвращением в Витербо Венерини поручила школы Монтефьясконе руководству молодой женщины — святой Лючии Филиппини — которая организовала наставниц епархии в отдельную религиозную общину, известную как «Благочестивые наставницы Филиппини» (итал. Maestre Pie Filippini).
Венерини открывала школы по всему региону Лацио, а в 1706 году её даже пригласили открыть школу в Риме. Проект провалился, и её понадобились долгие шесть лет, чтобы восстановить доверие властей. 8 декабря 1713 года с помощью аббата Дельи Атти, друга семьи Венерини, Роза смогла открыть школу в центре Рима, у подножия Капитолийского холма.
24 октября 1716 года сестёр посетил папа Климент XI в сопровождении восьми кардиналов, которые хотели понаблюдать за проведением уроков. Папа обратился к Розе с такими словами: «Синьора Роза, Вы делаете то, чего мы делать не можем. Мы благодарим Вас, поскольку с помощью этих школ Вы освятите Рим». С этого момента губернаторы и кардиналы стали обращаться к Венерини с просьбами открыть школы в других областях. Обязанности основательницы стали весьма напряженными, она много времени проводила в разъездах. На момент смерти в 1728 году Венерини открыла более сорока школ. Она была погребена в Иль-Джезу.

## Почитание
Беатифицирована 4 мая 1952 году папой Пием XII; после беатификации мощи блаженной были перенесены в главную обитель ордена в Риме на виа Джузеппе Джоаккино Белли. Канонизирована 15 октября 2006 года папой Бенедиктом XVI.
День памяти — 7 мая.